# Hiroyuki Nakano
Hiroyuki Nakano (中野裕之?, Nakano Hiroyuki; Fukuyama, 1958) è un regista e sceneggiatore giapponese.

## Carriera
Debuttò nel 1989, dirigendo il cortometraggio-documentario Watching People, realizzato per il V-Cinema. Dopo aver diretto un altro documentario, intitolato Spiritual Earth: Aloha Wave, nel 1998 diresse il suo primo lungometraggio, il film d'azione Samurai Fiction, che si aggiudicò quattro premi in vari festival, due dei quali vinti dal regista.
Nel 2000 diresse Pop Beat Killers. L'anno successivo girò la commedia Stereo Future e Red Shadow, spin-off di Samurai Fiction. Nel 2008 diresse insieme ad altri registi il film d'animazione Tokyo Onlypic 2008.

## Filmografia

### Cortometraggi
- Watching People (1989)
- Spiritual Earth: Aloha Wave (1995)
- Slow Is Beautiful (2003)

### Lungometraggi
- Samurai Fiction (SF: Episode One) (1998)
- Pop Beat Killers (Poppugurūpu koroshiya) (2000)
- Stereo Future (2001)
- Red Shadow (Red Shadow: Akakage) (2001)
- Tokyo Onlypic 2008 (2008)
- Otokotachi no uta (episodi: 3:15 PM, Iron, Lighthouse) (2008)